# Real Maya
Real Maya – honduraski klub piłkarski z siedzibą w Danlí.

## Historia
Real Maya został założony 7 kwietnia 1985 roku w stolicy Tegucigalpa i miał kilka nazw w swojej historii, ale najbardziej używane to Real Maya. Jest to zespół reprezentujący Siły Zbrojne Hondurasu i nigdy nie zdobył mistrzostwo Hondurasu, jedynie został mistrzem drugiej według klasy Liga de Ascenso de Honduras oraz zdobył Copa de Honduras.
W 1992 po raz pierwszy awansował do Liga Nacional de Fútbol de Honduras. W Najwyższej klasie rozgrywek piłkarskich w Hondurasie grał do 1999, kiedy zajął ostatnie 10 miejsce i spadł do Liga de Ascenso. W 2002 powrócił do Liga Nacional i w ciągu sezonu zmienił nazwę na Real Patepluma. 
Po sezonie Apertura 2003/04 zespół zakończył na ostatnim 10. miejscu w Liga Nacional i był oddelegowany do Liga de Ascenso.
Ze względu na problemy finansowe w 2011 klub został rozwiązany.

## Sukcesy

### Trofea międzynarodowe
- Puchar Zdobywców Pucharów CONCACAF
  - 3 miejsce: 1994

### Trofea krajowe
| \| \| Zdobyte trofea w rozgrywkach Hondurasu (stan na: 31-05-2014) \| |                                                              |      |            |
| Rozgrywki                                                             | Osiągnięcie                                                  | Razy | Sezon(y)   |
| · Mistrzostwo                                                         | I miejsce                                                    | 0    |            |
| · Mistrzostwo                                                         | II miejsce                                                   | 0    |            |
| · Mistrzostwo                                                         | III miejsce                                                  | 0    |            |
| · Mistrzostwo                                                         | 5 miejsce                                                    | 1    | 1995       |
| Puchar                                                                | zdobywca                                                     | 1    | 1993       |
| Puchar                                                                | finalista                                                    | 0    |            |
| II liga                                                               | I miejsce                                                    | 2    | 1991, 2001 |
| II liga                                                               | II miejsce                                                   | 0    |            |
| II liga                                                               | III miejsce                                                  | 0    |            |
| Honduras                                                              | Zdobyte trofea w rozgrywkach Hondurasu (stan na: 31-05-2014) |      |            |

## Stadion
Klub rozgrywał swoje mecze domowe na stadionie Estadio Marcelo Tinoco w Danlí, który może pomieścić 5000 widzów.